# Rajd Rosyjska Zima 1980
Rajd Rosyjska Zima 1980 (9. Rallye Russkaya Zima 1980) – dziewiąta edycja rajdu samochodowego Rajd Rosyjska Zima rozgrywanego w ZSRR. Rozgrywany był od 12 do 14 grudnia 1980 roku. Rajd był siódma rundą Rajdowego Pucharu Pokoju i Przyjaźni w roku 1980.

## Klasyfikacja rajdu
| Miejsce                        | Kierowca                       | Pilot                          | Samochód                       | Czas                           | Strata                         |                                |
| Klasyfikacja generalna i RPPiP | Klasyfikacja generalna i RPPiP | Klasyfikacja generalna i RPPiP | Klasyfikacja generalna i RPPiP | Klasyfikacja generalna i RPPiP | Klasyfikacja generalna i RPPiP | Klasyfikacja generalna i RPPiP |
| ------------------------------ | ------------------------------ | ------------------------------ | ------------------------------ | ------------------------------ | ------------------------------ | ------------------------------ |
| 1.                             | Vladimir Goltsov               | Sergey Shtin                   | IŻ 412                         | 1:56:01                        | -                              |                                |
| 2.                             | Nikolay Bolshikh               | Igor Bolshikh                  | Lada VAZ 21011                 | 1:56:11                        | +10                            |                                |
| 3.                             | Václav Blahna                  | Pavel Schovánek                | Škoda 130 RS                   | 1:57:14                        | +1:13                          |                                |
| 4.                             | Viktor Moskovskikh             | Anatoliy Kazimirov             | Lada 1600                      |                                |                                |                                |
| 5.                             | Konstantin Antropov            | Valeriy Sanikov                | IŻ 412                         |                                |                                |                                |
| 6.                             | Vello Õunpuu                   | Aarne Timusk                   | Lada VAZ 21011                 |                                |                                |                                |
| 7.                             | Joel Tammeka                   | Ants Kulgevee                  | Lada VAZ 21011                 |                                |                                |                                |
| 8.                             | Jiří Šedivý                    | Vladimír Kovacz                | Škoda 130 RS                   |                                |                                |                                |
| 9.                             | Paul-Robert Helk               | Tiit Toomsar                   |                                |                                |                                |                                |
| 10.                            | Vladimir Ganin                 | Tõnu Vunn                      |                                |                                |                                |                                |